# Stadion Bunyodkor w Taszkencie
Stadion Bunyodkor – stadion piłkarski w stolicy Uzbekistanu, Taszkencie. Obiekt powstał w miejsce dawnego stadionu MHSK. Jego budowa rozpoczęła się pod koniec 2008 roku od rozbiórki starej, lekkoatletycznej areny, a inauguracja stadionu nastąpiła 31 sierpnia 2012 roku. Na obiekcie swoje spotkania rozgrywa Bunyodkor Taszkent, ma on służyć także reprezentacji Uzbekistanu.